# Bislig

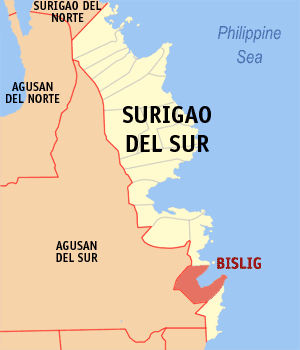
Bisligs läge i Surigao del Sur

Bislig (officiellt City of Bislig) är en stad på ön Mindanao i Filippinerna. Den ligger i provinsen Surigao del Sur i regionen Caraga och hade 102 009 invånare vid folkräkningen 2007. Staden är indelad i 24 smådistrikt, barangayer, varav endast två är klassificerade som urbana.